# جوي توماس
جوي توماس (بالإنجليزية: Joey Thomas)‏ هو لاعب كرة القدم الكندية أمريكي، ولد في 29 أغسطس 1980 في سياتل في الولايات المتحدة.

## وصلات خارجية
- جوي توماس على موقع مرجع كرة القدم المحترفة.كوم (الإنجليزية)